# Jekaterina Wladimirowna Birlowa
Jekaterina Wladimirowna Birlowa (russisch Екатерина Владимировна Бирлова, englische Transkription: Ekaterina Birlova, * 11. August 1987 in Brjansk als Jekaterina Wladimirowna Chomjakowa) ist eine russische Beachvolleyballspielerin. Sie nahm an den Olympischen Spielen 2012 und 2016 teil und wurde 2015 Vizeeuropameisterin.

## Karriere
Birlowa spielte 2008 beim Grand Slam in Moskau mit Darja Jarsutkina ihr erstes Turnier der FIVB World Tour. Beim Challenger-Turnier in Zypern wurden Birlowa/Jarsutkina Dritte. Außerdem spielten sie die Mysłowice Open. 2009 spielte Birlowa zwei Grand Slams mit Anna Walerjewna Wosakowa. Bei der U23-Europameister in Jantarny kam das Duo auf den siebten Rang. Nachdem Birlowa bei den Åland Open nochmal mit Jarsutkina angetreten war, bildete sie ein Duo mit Anastassija Gennadjewna Wassina. Bei der EM in Sotschi schieden Birlowa/Wassina als Gruppendritte nach der Vorrunde aus und wurden Neunte. Anschließend kamen sie bei den Open-Turnieren in Sanya und Phuket als Siebte und Neunte in die Top Ten. Auf der World Tour 2010 wurden sie nach einem siebten Platz in Moskau Neunte beim Grand Slam in Stavanger. In Stare Jabłonki steigerten sie sich weiter und kamen auf den fünften Rang. Bei der EM in Berlin schieden sie als Gruppendritte nach der Vorrunde aus. Zum Jahresende spielte Birlowa die Sanya und Phuket Open mit Irina Tschaika.
Anfang 2011 wurde sie mit Alexandra Alexandrowna Schirjajewa Fünfte bei Satellite-Turnier in Anapa. Die ersten drei Turniere der World Tour 2011 spielte sie mit Anna Walerjewna Wosakowa, wobei sie unter anderem Neunte der Sanya Open wurde. Danach bildete sie ein Duo mit Jewgenija Nikolajewna Ukolowa. Bei der WM in Rom schafften Ukolowa/Birlowa den Gruppensieg, verloren aber dann in der ersten Hauptrunde gegen die Deutschen Goller/Ludwig. Nach einem neunten Rang beim Grand Slam in Moskau setzten sie sich bei der EM in Kristiansand mit nur einem Vorrunden-Sieg als Gruppenzweite durch und unterlagen im Achtelfinale den Tschechinnen Klapalová/Háječková. Anschließend wurden sie noch Neunte bei den Åland Open. Die World Tour World Tour 2012 begannen sie mit einem 17. Platz in Brasília und einem 13. Rang in Sanya. Bei der EM in Den Haag gewannen sie ihre Vorrundengruppe ohne Satzverlust, bevor sie im Achtelfinale gegen das belgische Duo Mouha/Gielen ausschieden. Beim Grand Slam in Klagenfurt setzten sie sich im Endspiel im Tiebreak gegen Meppelink/van Gestel durch und feierten damit ihren ersten Turniersieg. Über den Continental Cup der CEV qualifizierten sie sich für die Olympischen Spiele in London. Dort kamen sie als Gruppenzweite ins Achtelfinale und beendeten das Turnier nach einer Niederlage gegen die Chinesinnen Zhang Xi und Xue Chen auf dem neunten Rang. Nach dem Olympiaturnier erzielten sie als Vierte des Grand Slams in Stare Jabłonki sowie mit dem dritten und zweiten Platz bei den Openturnieren in Åland und Bang Saen weitere Top-Ten-Ergebnisse.
Anfang 2013 spielte Birlowa die Fuzhou Open und den Grand Slam in Shanghai mit Marija Andrejewna Prokopjewa. Bei den nächsten Grand Slams waren Ukolowa/Birlowa wieder zusammen und wurden Neunte in Den Haag. Bei der WM in Stare Jabłonki erreichten sie das Achtelfinale, wo sie gegen die Deutschen Ludwig/Walkenhorst ausschieden und den neunten Platz belegten. Direkt nach der WM gewannen sie die Anapa Open im Finale gegen das deutsche Duo Mersmann/Schneider. Außerdem wurden sie jeweils Fünfte beim Masters in Klagenfurt und dem Grand Slam in Berlin. Im September gewannen sie ein Turnier der Eastern European Volleyball Zonal Association (EEVZA) in Moskau.
Nach einem Jahr Pause kehrte Birlowa 2015 mit Ukolowa zurück. Auf der World Tour 2015 wurden Ukolowa/Birlowa Fünfte der Luzern Open und dann jeweils Neunte des Grand Slam in Moskau sowie der Major-Turniere in Poreč und Stavanger. Bei der WM in den Niederlanden erreichten sie als Gruppenzweite die K.-o.-Phase, in der es zu zwei Duellen gegen deutsche Duos kam. Die Russinnen besiegten Ludwig/Walkenhorst, bevor sie sich im Achtelfinale Holtwick/Semmler geschlagen geben mussten. Bei der EM in Klagenfurt kamen sie als Gruppendritte in K.-o.-Phase. Dort gelangen ihnen dann vierte Siege ohne Satzverlust, unter anderem im Viertelfinale gegen die Deutschen Laboureur/Sude und im Halbfinale gegen das polnische Duo Kołosińska/Brzostek. Das Endspiel verloren sie in zwei Sätzen gegen Ludwig/Walkenhorst. Weitere vordere Platzierungen erzielten sie mit neunten Plätzen in Sotschi und Antalya sowie dem fünften Rang in Xiamen.
Ebenfalls Neunte wurden sie Anfang 2016 bei den Maceió Open. Es folgten drei siebzehnte Plätze, bevor Ukolowa/Birlowa in Fuzhou, Antalya und Moskau wieder in die Top Ten kamen. Bei der EM in Biel/Bienne gewannen sie ihre Vorrundengruppe sowie das Achtelfinale und das Viertelfinale gegen Laboureur/Sude. In zwei weiteren deutsch-russischen Duellen mussten sie sich im Halbfinale den Titelverteidigerinnen Ludwig/Walkenhorst und im Spiel um den dritten Platz gegen Borger/Büthe geschlagen geben, sodass sie die EM auf dem vierten Rang beendeten. Einen weiteren neunten Rang erreichten sie beim Klagenfurt Major. Sie nutzten die letzte Chance beim World Continental Cup, um sich für die Olympischen Spiele in Rio zu qualifizieren. Dort kamen sie über die Play-off-Runde der Gruppendritten ins Achtelfinale, das sie gegen die Spanierinnen Liliana/Baquerizo gewannen. Im Viertelfinale unterlagen sie dann den brasilianischen Weltmeisterinnen Ágatha/Bárbara, so dass sie das olympische Turnier auf dem fünften Rang abschlossen. Danach trennten sich ihre Wege.
Birlowa bildete 2017 ein neues Duo mit Nadeschda Makrogusowa, das beim ersten gemeinsamen FIVB-Turnier in Fort Lauderdale den neunten Rang belegte. Beim CEV-Masters in Baden, wo Makrogusowa unmittelbar zuvor U22-Europameisterin geworden war, erreichte sie mit der neuen Partnerin das Endspiel, das das deutsche Duo Laboureur/Sude für sich entschied.
Von 2018 bis 2020 war Ukolowa erneut Birlowas Partnerin.